# Моніка Аксамит
Моніка Аксамит (англ. Monica Aksamit, нар. 18 лютого 1990, Нью-Йорк, США) — американська фехтувальниця, бронзова призерка Олімпійських ігор 2016 року в командній шаблі.

## Виступи на Олімпіадах
| Олімпіада | Дисципліна      | Місце |
| --------- | --------------- | ----- |
| Ріо 2016  | шабля, командні | 3     |